# Kanton Villecresnes
Der Kanton Villecresnes war von 1967 bis 2015 ein französischer Wahlkreis im Arrondissement Créteil, im Département Val-de-Marne und in der Region Île-de-France; sein Hauptort war Villecresnes.

## Gemeinden
Der Kanton bestand aus fünf Gemeinden:
| Gemeinde          | Einwohner Jahr | Fläche km² | Bevölkerungsdichte | Code INSEE | Postleitzahl |
| ----------------- | -------------- | ---------- | ------------------ | ---------- | ------------ |
| Mandres-les-Roses | 4.431 (2013)   | 3,3        | 1343 Einw./km²     | 94047      | 94520        |
| Marolles-en-Brie  | 4.806 (2013)   | 4,59       | 1047 Einw./km²     | 94048      | 94440        |
| Périgny           | 2.487 (2013)   | 2,78       | 895 Einw./km²      | 94056      | 94520        |
| Santeny           | 3.640 (2013)   | 9,91       | 367 Einw./km²      | 94070      | 94440        |
| Villecresnes      | 9.674 (2013)   | 5,62       | 1721 Einw./km²     | 94075      | 94440        |